# انریکو فرمی

تمبر یادبود انریکو فرمی، انتشار در سال ۲۰۰۰، رومانی

انریکو فرمی (به ایتالیایی: Enrico Fermi) (زاده ۲۹ سپتامبر ۱۹۰۱ در رم، ایتالیا – درگذشته ۲۸ نوامبر ۱۹۵۴ در شیکاگو، ایلینوی، ایالات متحده)، فیزیکدان آمریکایی ایتالیایی بود. او برای کارهایش در زمینه واپاشی بتا، طراحی اولین رآکتور هسته‌ای و همچنین گسترش نظریه کوانتومی، مشهور است. فرمی در سال ۱۹۳۸ برای تلاش‌هایش در زمینه رادیواکتیوی، جایزه نوبل فیزیک گرفت. وی یکی از بزرگ‌ترین فیزیکدانان هسته‌ای قرن بیستم به‌شمار می‌رود.
فرمی در هفده سالگی به تحصیل فیزیک در دانشگاه پیزا پرداخت، و در سال ۱۹۲۲، دربارهٔ پراکندگی اشعه ایکس دکترا گرفت. او در سال‌های ۱۹۳۰ تا ۱۹۴۰ همراه با برونو پونته‌کورو، دربارهٔ نوترینوها تحقیق می‌کرد.
فرمی در تابستان ۱۹۴۴ به همراه خانواده‌اش به لاس آلاموس در نیومکزیکو رفت و به عنوان مشاور روبرت اوپنهایمر نقش به سزایی در اختراع و ساخت بمب اتمی داشت. وی تا روزهای آخر عمر خود در ایلینوی زندگی می‌کرد و استاد دانشگاه شیکاگو بود.
بعد از دریافت جایزه نوبل در سال ۱۹۳۸، او همچنین موفق به کسب مدال ماکس پلانک در سال ۱۹۵۴ شد.
به نام فرمی، گاز فرمی (گازهای الکترونی)، فرمیون‌ها (گروهی از ذرات بنیادی) و همچنین عنصر شیمیایی فرمیوم نام‌گذاری شده‌است. کمیسیون انرژی اتمی آمریکا به یادبود این دانشمند بزرگ، جایزه انریکو فرمی را به ارزش ۳۷۵٬۰۰۰ دلار پایه‌گذاری کرده، که هر ساله اعطا می‌شود.

## سال‌های آغازین

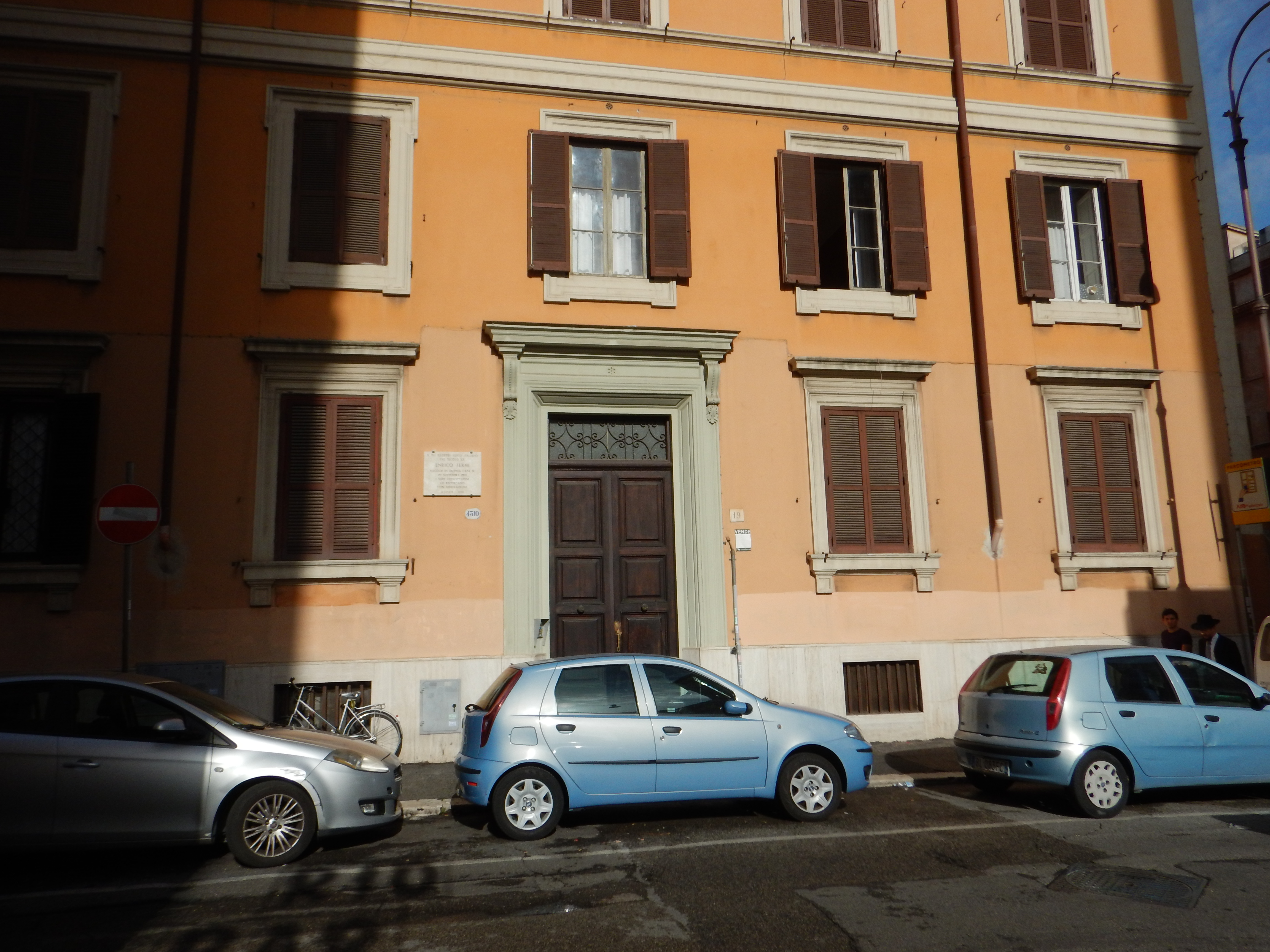
خانه ای در رم ایتالیا که انریکو فرمی در آن به دنیا آمد

انریکو فرمی در ۲۹ سپتامبر ۱۹۰۱ در رم، ایتالیا متولد شد. او سومین فرزند آلبرتو فرمی، رئیس بخش در وزارت راه‌آهن و آیدا د گاتیس، معلم دبستان بود.  خواهرش، ماریا، دو سال از او بزرگتر بود، برادرش جولیو یک سال بزرگتر. پس از اینکه این دو پسر برای پرستاری مرطوب به یک جامعه روستایی اعزام شدند، انریکو هنگامی که دو و نیم ساله بود به خانواده اش در رم پیوست. اگرچه او مطابق با خواسته‌های پدربزرگ و مادربزرگش کاتولیک روم غسل تعمید یافت، اما خانواده اش مذهب خاصی نداشتند. انریکو در طول زندگی بزرگسالی خود یک آدم عرفانی بود. او در کودکی علاقه‌های مشابه برادرش جولیو، ساخت موتورهای الکتریکی و بازی با اسباب بازی‌های الکتریکی و مکانیکی را داشت.  جولیو در طی عملیاتی بر روی آبسه گلو در سال ۱۹۱۵ درگذشت و ماریا در سال ۱۹۵۹ در یک سانحه هواپیما در نزدیکی میلان درگذشت.
در یک بازار محلی فرمی یک کتاب فیزیک پیدا کرد، کتاب ۹۰۰ صفحه‌ای Elementorum Physicae mathematicae. نوشتهٔ یسوعی آندره کارافا، استاد کالج رومانو، که به زبان لاتین نوشته شده‌است و ریاضیات، مکانیک کلاسیک، نجوم، اپتیک و آکوستیک را ارائه می‌داد. فرمی با یک دوست علاقه‌مند به علم، انریکو پرسیکو، پروژه‌هایی مانند ساخت ژیروسکوپ و اندازه‌گیری شتاب جاذبه زمین را دنبال کرد. یکی از همکاران پدر فرمی به او کتاب‌هایی در مورد فیزیک و ریاضیات داد که به سرعت جذب آنها شد.

## تحصیلات
فرمی در ژوئیه ۱۹۱۸ از دبیرستان فارغ‌التحصیل شد و با اصرار آمیدی به Scuola Normale Superiore در پیزا مراجعه کرد. پدر و مادرش که یک پسر خود را از دست داده بودند فقط با اکراه به او اجازه دادند چهار سال در اتاق‌های مدرسه زندگی کند.  فرمی مقام اول را در کنکور دشوار به‌دست آورد، که شامل مقاله‌ای با موضوع «ویژگی‌های خاص صداها» بود. فرمی ۱۷ ساله ترجیح داد از تحلیل فوریه برای استخراج و حل معادله دیفرانسیل جزئی برای یک میله لرزشی استفاده کند و پس از مصاحبه با فرمی، محقق گفت که او یک فیزیکدان برجسته خواهد شد.

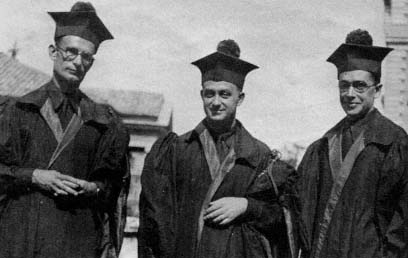
انریکو فرمی بین فرانکو راستیتی (چپ) و امیلیو سگره با لباس آکادمیک

در Scuola Normale Superiore فرمی با هم دانش آموز خود، فرانکو راستی بازی کرد. این دو دوست و همکار نزدیک شدند. فرمی توسط لوئیجی پوچیانتی، مدیر آزمایشگاه فیزیک، که می‌گفت کمترین چیزی در تدریس فرمی است، توصیه می‌شود و غالباً از فرمی می‌خواهد که به جای آن چیزی به او بیاموزد. دانش فرمی در مورد فیزیک کوانتوم به حدی بود که پوچیانتی از او خواست سمینارهایی با موضوع تنظیم کند.  در این مدت فرمی حساب تنسور را یادگرفت، این یک روش کلیدی در نسبیت عام است. فرمی در ابتدا ریاضیات را به عنوان رشته خود انتخاب کرد، اما خیلی زود به فیزیک روی آورد. وی عمدتاً خودآموز باقی ماند، و در آنجا به مطالعه نسبیت عمومی، مکانیک کوانتوم و فیزیک اتمی پرداخت.
در سپتامبر ۱۹۲۰، فرمی در گروه فیزیک پذیرفته شد. از آنجا که فقط سه دانشجو در این بخش وجود داشت - فرمی، راستیتی و نلو کارارا - پوچیانتی به آنها اجازه داد آزادانه از آزمایشگاه برای هر هدفی که انتخاب می‌کنند استفاده کنند. فرمی تصمیم گرفت که آنها باید دربارهٔ کریستالوگرافی اشعه ایکس تحقیق کنند، و این سه نفر برای تهیه یک عکس Laue - عکس اشعه ایکس از یک بلور تلاش کردند.  در طی سال ۱۹۲۱، سومین سال حضور در دانشگاه، فرمی اولین کارهای علمی خود را در مجله ایتالیایی Nuovo Cimento منتشر کرد. عنوان اول تحت عنوان «در مورد پویایی یک سیستم صلب از بارهای الکتریکی در حرکت ترجمه ای» (Sulla dinamica di un sistema rigido di cariche elettriche in moto traslatorio) بود. نشانه وقایع این بود که جرم به صورت تنسور بیان می‌شود - یک ساختار ریاضی که معمولاً برای توصیف چیزی در حال حرکت و تغییر در فضای سه بعدی استفاده می‌شود. در مکانیک کلاسیک، جرم کمیت مقیاسی است، اما در نسبیت با سرعت تغییر می‌کند. مقاله دوم «در مورد الکترواستاتیک یک میدان گرانشی یکنواخت از بارهای الکترومغناطیسی و در مورد وزن بارهای الکترومغناطیسی» بود (Sull'elettrostatica di un campo gravitazionale uniforme e sul peso delle masse elettromagnetiche). با استفاده از نسبیت عام، فرمی نشان داد که یک بار دارای وزنی برابر با U / c2 است، جایی که U انرژی الکترواستاتیک سیستم است و c سرعت نور است.
فرمی پایان‌نامه خود را با عنوان «قضیه‌ای دربارهٔ احتمال و برخی از کاربردهای آن» (Un teorema di calcolo delle probabilità ed alcune sue Applicazioni)، در ژوئیه ۱۹۲۲ به Scuola Normale Superiore ارائه داد و در سن ۲۰ سالگی غیر معمول سن لوره خود را دریافت کرد. پایان‌نامه مربوط به تصاویر پراش اشعه ایکس بود. فیزیک نظری هنوز یک رشته در ایتالیا محسوب نمی‌شد و تنها پایان‌نامه‌ای که می‌توانست پذیرفته شود، مقاله‌ای در مورد فیزیک تجربی بود. به همین دلیل، فیزیکدانان ایتالیایی در پذیرفتن ایده‌های جدید مانند نسبیت از آلمان کند عمل کردند. از آنجا که فرمی در آزمایشگاه کاملاً در خانه بود و کارهای تجربی را انجام می‌داد، این مسئله مشکلات غیرقابل جبرانی برای او ایجاد نکرد.
فرمی اولین کسی بود که پیوست نسخه ایتالیایی کتاب مبانی نسبیت اینشتین توسط آگوست کوپف در سال ۱۹۲۳ را نوشت، به اولین نکته اشاره کرد که در معادله معروف اینشتین (E = mc2) پنهان شده‌است مقدار زیادی انرژی بالقوه هسته‌ای است استثمار شده وی نوشت: "به نظر نمی‌رسد حداقل در آینده‌ای نزدیک"، یافتن راهی برای آزادسازی این مقادیر مخوف انرژی - که به نفع همه است زیرا اولین اثر انفجار چنین مقدار وحشتناک انرژی می‌تواند به سر و کله زدن فیزیکی منجر شود که بدشانسی می‌آورد راهی برای انجام آن پیدا کند."
فرمی یک ترم را زیر نظر مکس متولد در دانشگاه گوتینگن گذراند و در آنجا با ورنر هایزنبرگ و پاسکوال اردن ملاقات کرد. فرمی سپس در لیدن نزد پاول ارنفست از سپتامبر تا دسامبر ۱۹۲۴ با همکاری از بنیاد راکفلر که از طریق شفاعت ریاضیدان Vito Volterra به دست آمد، به تحصیل پرداخت. در اینجا فرمی با هندریک لورنتز و آلبرت انیشتین آشنا شد و با ساموئل گودسمیت و یان تینبرگن دوست شد. از ژانویه ۱۹۲۵ تا اواخر ۱۹۲۶، فرمی به تدریس فیزیک ریاضی و مکانیک نظری در دانشگاه فلورانس پرداخت، جایی که او با همکاری راستی برای انجام یک سری آزمایش‌ها در مورد تأثیرات میدان‌های مغناطیسی بر بخار جیوه، همکاری کرد. وی همچنین در سمینارهای دانشگاه ساپینزا رم شرکت می‌کرد و سخنرانی‌هایی در مورد مکانیک کوانتوم و فیزیک حالت جامد داشت.  فرمی هنگام سخنرانی در مورد مکانیک کوانتوم جدید بر اساس دقت قابل توجه پیش‌بینی معادله شرودینگر، غالباً می‌گفت: "کاری ندارد که به این خوبی تناسب داشته باشد!"
پس از آنکه ولفگانگ پائولی در سال ۱۹۲۵ اصل استثنا را اعلام کرد، فرمی با مقاله «در مورد کوانتاسیون کامل گاز یک اتمی کامل» (Sulla quantizzazione del gas perfetto monoatomico) پاسخ داد، که در آن وی اصل استثنا را برای یک گاز ایده‌آل به کار برد. این مقاله به ویژه برای فرمول آماری فرمی، که توزیع ذرات را در سیستم‌های بسیاری از ذرات یکسان که از اصل استثنا اطاعت می‌کنند، توصیف می‌کند. این مسئله بلافاصله بعد از آن توسط فیزیکدان انگلیسی پال دیراک توسعه یافت، وی همچنین نشان داد که چگونه این ارتباط با آمار بوز-انیشتین است. بر این اساس، اکنون به عنوان آمار فرمی-دیراک شناخته می‌شود. بعد از دیراک، ذراتی که از اصل محرومیت پیروی می‌کنند امروزه «فرمیون» نامیده می‌شوند، در حالی که به ذرات دیگر که «بوزون» نیستند.

## کرسی استادی در دانشگاه رم

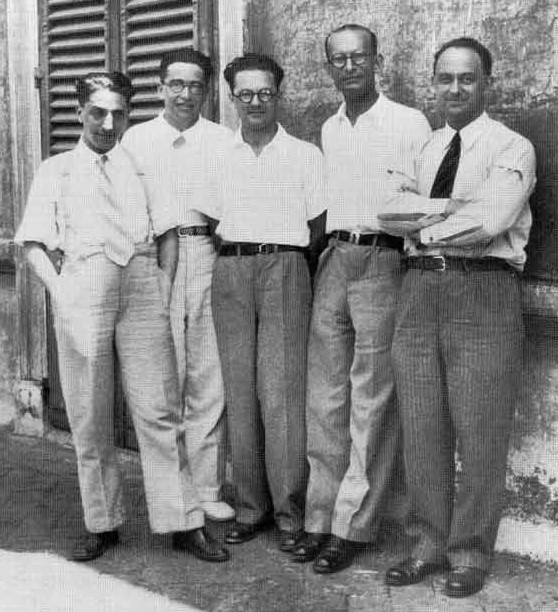
فرمی و گروه تحقیقاتی او (پسران ویا پانیسپرنا) در حیاط انستیتوی فیزیک دانشگاه رم در ویا پانیسپرنا، حدود سال ۱۹۳۴. از چپ به راست: اسکار داگوستینو، امیلیو سگره، ادواردو آمالدی، فرانکو راستی و فرمی

استادی‌ها در ایتالیا از طریق رقابت (concorso) برای یک صندلی خالی اعطا می‌شد، و متقاضیان در انتشارات خود توسط کمیته استادان رتبه‌بندی می‌شدند. فرمی متقاضی کرسی فیزیک ریاضی در دانشگاه کالیاری در ساردینیا شد، اما به سختی به نفع جیووانی جورجی منتقل شد. در سال ۱۹۲۶، در سن ۲۴ سالگی، وی برای استادی در دانشگاه ساپینزا رم درخواست کرد. این یک صندلی جدید بود، یکی از سه صندلی اول در فیزیک نظری در ایتالیا، که توسط وزیر آموزش و پرورش به اصرار پروفسور اورسو ماریو کوربینو، که استاد فیزیک تجربی دانشگاه، مدیر انستیتوی فیزیک، و یکی از اعضای کابینه بنیتو موسولینی. کوربینو، که همچنین ریاست کمیته انتخاب را بر عهده داشت، امیدوار بود که کرسی جدید باعث ارتقا یافت و سطح و اعتبار فیزیک در ایتالیا شود.  کمیته فرمی را پیش از انریکو پرسیکو و آلدو پونترمولی انتخاب کرد  و کوربینو به فرمی در جذب تیم خود کمک کرد، تیمی که به زودی شاگردان برجسته‌ای مانند ادواردو آمالدی، برونو پونتکوروو، اتوره ماجورانا و امیلیو سگره و فرانکو راستی به او پیوستند. فرمی به عنوان دستیار خود منصوب شده بود.  به زودی به خیابانهای محل انستیتوی فیزیک «پسران ویا پانیسپرنا» لقب گرفتند.
فرمی در ۱۹ ژوئیه ۱۹۲۸ با لورا کاپون، دانشجوی علوم دانشگاه، ازدواج کرد. آنها دو فرزند داشتند: نلا، متولد ژانویه ۱۹۳۱ و جولیو، متولد فوریه ۱۹۳۶.  در ۱۸ مارس ۱۹۲۹، فرمی توسط موسولینی به عضویت آکادمی سلطنتی ایتالیا منصوب شد و در ۲۷ آوریل به حزب فاشیست پیوست. وی بعداً هنگام مخالفت با فاشیسم هنگامی که قوانین نژادی ۱۹۳۸ توسط موسولینی اعلام شد تا فاشیسم ایتالیایی را از نظر ایدئولوژیک به ناسیونال سوسیالیسم آلمان نزدیک کند. این قوانین لورا را که یهودی بود تهدید کرد و بسیاری از دستیاران پژوهشی فرمی را از کار بیکار کرد.
فرمی و گروهش در طول مدت حضورشان در رم سهم مهمی در بسیاری از جنبه‌های عملی و نظری فیزیک داشتند. در سال ۱۹۲۸، وی مقدمه‌ای دربارهٔ فیزیک اتمی (Introduzione alla fisica atomica) خود را منتشر کرد که متنی به روز و در دسترس برای دانشجویان دانشگاه ایتالیا ارائه می‌کرد. فرمی همچنین سخنرانی‌های عمومی را انجام می‌داد و مقالات مشهوری را برای دانشمندان و معلمان می‌نوشت تا دانش فیزیک جدید را هرچه بیشتر گسترش دهد. بخشی از روش تدریس وی این بود که در پایان روز همکاران و دانشجویان تحصیلات تکمیلی خود را دور هم جمع کرده و با مشکل روبرو شود، که اغلب از تحقیقات خودش بود. نشانه موفقیت این بود که دانشجویان خارجی اکنون به ایتالیا می‌آیند. مشهورترین آنها هانس بته فیزیکدان آلمانی بود  که به عنوان عضو بنیاد راکفلر به رم آمد و در سال ۱۹۳۲ در مقاله‌ای «دربارهٔ تعامل بین دو الکترون» (آلمانی: Über die Wechselwirkung von Zwei Elektronen) با فرمی همکاری کرد). 

## پروژه منهتن

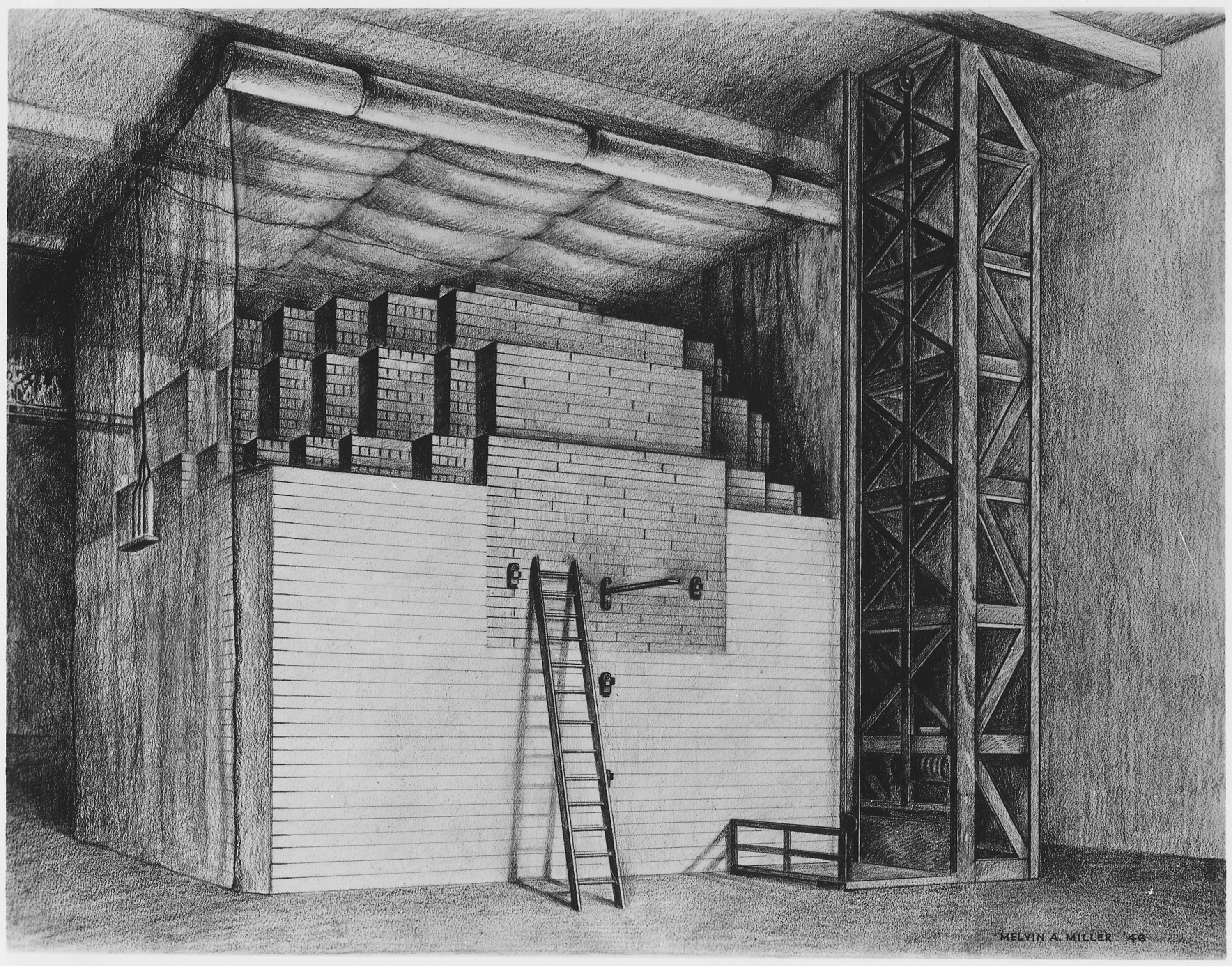
شمای شیکاگو پیل -۱، اولین رآکتور هسته‌ای برای دستیابی به واکنش زنجیره‌ای خود پایدار که توسط فرمی طراحی شده‌است، از اورانیوم و اکسید اورانیوم در یک شبکه مکعبی تعبیه شده در گرافیت تشکیل شده‌است.

فرمی در ۲ ژانویه ۱۹۳۹ وارد شهر نیویورک شد. بلافاصله در پنج دانشگاه موقعیت‌هایی به وی پیشنهاد شد و یکی را در دانشگاه کلمبیا پذیرفت،  جایی که قبلاً در سال ۱۹۳۶ سخنرانی‌های تابستانی داشت. وی این خبر را دریافت کرد که در دسامبر سال ۱۹۳۸، شیمی دانان آلمانی اتو هان و فریتس استراسمن پس از بمباران اورانیوم با نوترون‌ها، عنصر باریم را تشخیص داده‌اند، که لیز میتنر و برادرزاده اش، اتو فریش، آن را به درستی نتیجه شکافت هسته‌ای تفسیر کردند. فریش این را به‌طور آزمایشی در ۱۳ ژانویه ۱۹۳۹ تأیید کرد. خبر تفسیر میتنر و فریش از کشف هان و استراسمن با نیلز بور که قرار بود در دانشگاه پرینستون سخنرانی کند از اقیانوس اطلس عبور کردند. ایسیدور آیزاک ربیع و ویلیس لمب، دو فیزیکدان دانشگاه کلمبیا که در پرینستون کار می‌کنند، از این موضوع مطلع شدند و آن را به کلمبیا بردند. ربیع گفت که او به انریکو فرمی گفت، اما فرمی بعداً اعتبار خود را به لمب داد:
| « | من به وضوح اولین ماه، ژانویه ۱۹۳۹ را به یاد می‌آورم که کار در آزمایشگاه‌های پوپین را شروع کردم زیرا اتفاقات خیلی سریع شروع شد. در آن دوره، نیلز بور درگیر یک سخنرانی در دانشگاه پرینستون بود و به یاد دارم یک روز بعد از ظهر ویلیس لمب بسیار هیجان زده بازگشت و گفت که بور خبرهای خوبی را منتشر کرده‌است. خبر بزرگی که به بیرون درز کرده کشف شکاف و حداقل طرح کلی تفسیر آن بود. بعداً، در اواخر همان ماه، جلسه‌ای در واشینگتن برگزار شد که در آن ابتدا اهمیت احتمالی پدیده شکافت تازه کشف شده به‌طور جدی و نیمه جدی به عنوان منبع احتمالی انرژی هسته‌ای مورد بحث قرار گرفت. | » |

نودداک پس از همه درست اثبات شد. فرمی با توجه به محاسبات خود احتمال شکافت را رد کرده بود، اما او انرژی اتصال را که هنگام جذب نوکلید با تعداد عجیب نوترون یک نوترون اضافی ظاهر می‌شود، در نظر نگرفته بود. از نظر فرمی، این خبر باعث خجالت عمیقی شد، زیرا عناصر ترانس اورانیک که به دلیل کشف آن تا حدی به او جایزه نوبل اعطا شده بود، به هیچ وجه عناصر ترانس اورانیک نبوده بلکه محصولات شکافتی بوده‌اند. وی پاورقی به این اثر به سخنرانی خود در مورد پذیرش جایزه نوبل افزود.

## مرگ

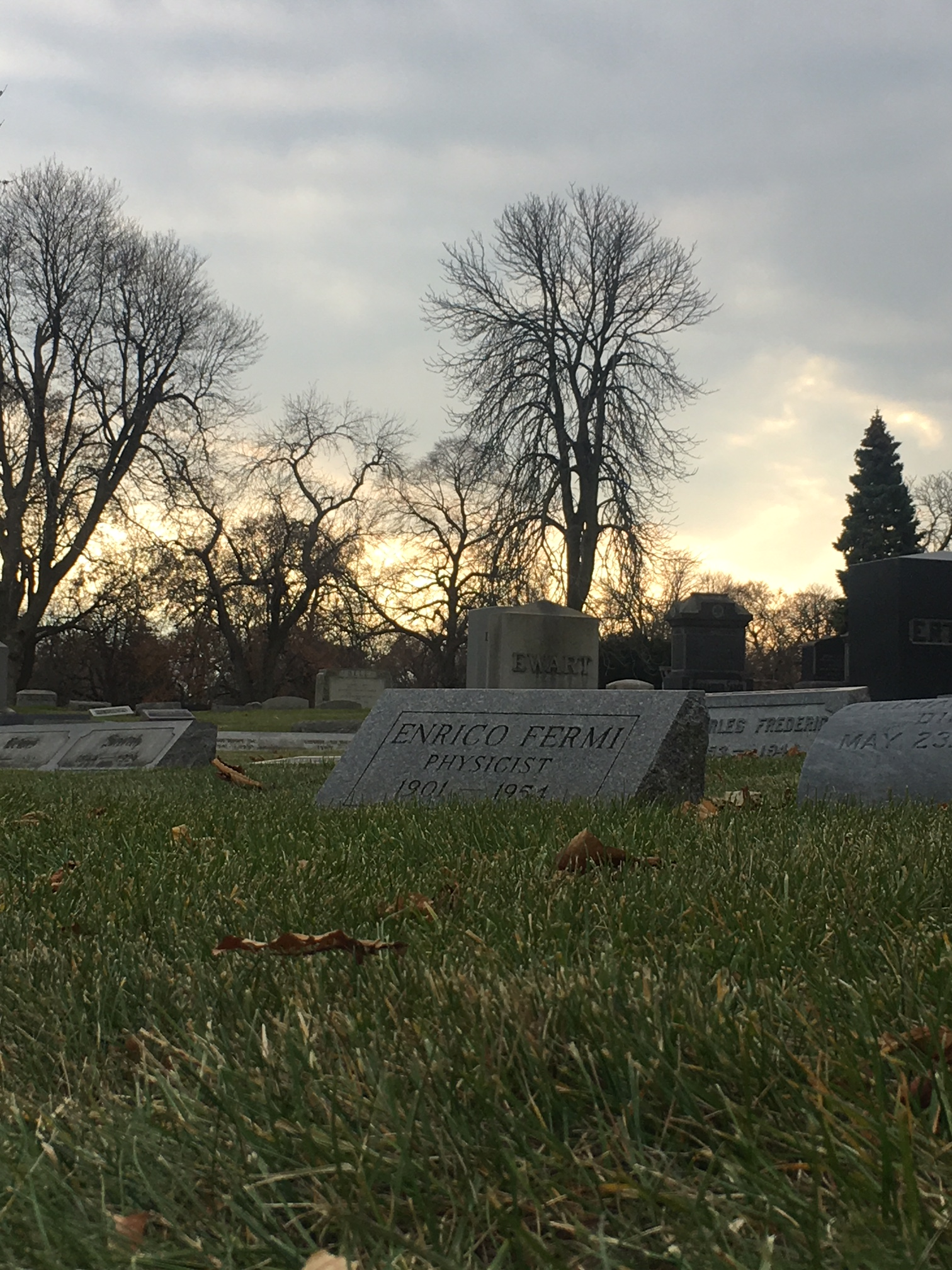
آرامگاه فرمی در محوطه جنوبی دانشگاه شیکاگو در شهر شیکاگو، ایلینوی در آمریکا

فرمی در اکتبر ۱۹۵۴ تحت عملی قرار گرفت که تحت عنوان «اکتشاف» در بیمارستان یادبود بیلینگ انجام شد و پس از آن به خانه بازگشت. پنجاه روز بعد در اثر سرطان معده در ۵۳ سالگی در خانه اش در شیکاگو درگذشت. مراسم یادبود وی در کلیسای کوچک دانشگاه شیکاگو برگزار شد، جایی که همکاران ساموئل ک. آلیسون، امیلیو سگره و هربرت ال اندرسون برای عزاداری از دست دادن یکی از «درخشان‌ترین و سازنده‌ترین فیزیکدان‌های جهان» سخنرانی کردند. بدن وی در گورستان اوک وودز به خاک سپرده شد.

## تأثیرات و میراث

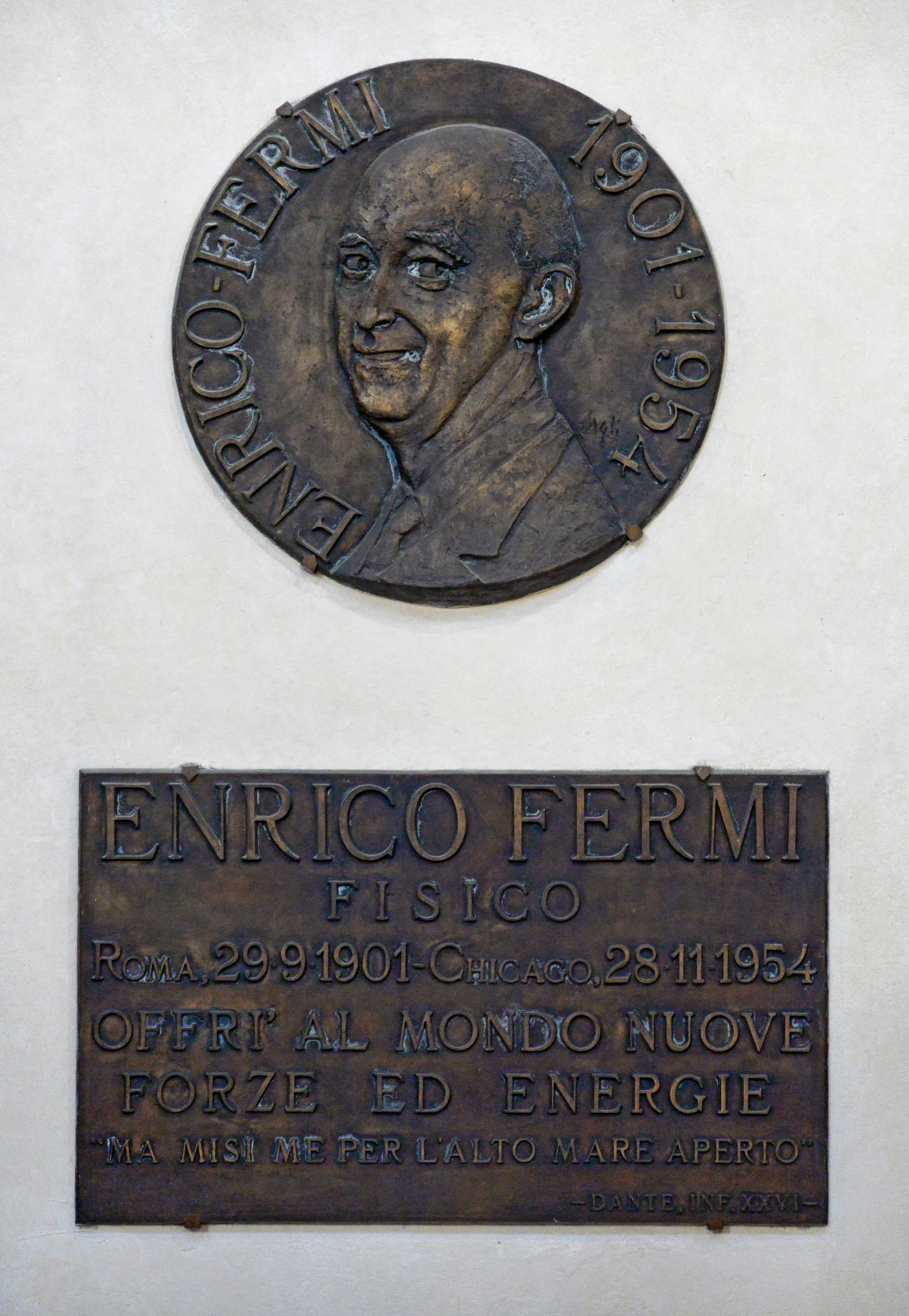
لوح یادبود به افتخار انریکو فرمی در کلیسای سانتا کروچه در فلورانس ایتالیا

فرمی جوایز زیادی را به خاطر دستاوردهای خود دریافت کرد، از جمله مدال ماتوچی در سال ۱۹۲۶، جایزه نوبل فیزیک در ۱۹۳۸، مدال هیوز در ۱۹۴۲، مدال فرانکلین در ۱۹۴۷ و جایزه رامفورد در سال ۱۹۵۳. شایستگی در سال ۱۹۴۶ به دلیل سهم خود در پروژه منهتن. فرمی در سال ۱۹۵۰ به عضو خارجی انجمن سلطنتی (FRS) انتخاب شد.  باسیلیکا سانتا کروچه، فلورانس، معروف به معبد افتخارات ایتالیا برای بسیاری از گورهای هنرمندان، دانشمندان و چهره‌های برجسته تاریخ ایتالیا، یک لوح یادبود فرمی دارد. در سال ۱۹۹۹، تایم فرم را در لیست ۱۰۰ فرد برتر قرن بیستم قرار داد. فرمی به‌طور گسترده‌ای به‌عنوان یک مورد غیرمعمول فیزیکدان قرن بیستم شناخته می‌شد که از نظر تئوری و تجربی برتری داشت. مورخ فیزیک، سی پی اسنو، نوشت که:اگر فرمی چند سال زودتر متولد می‌شد، می‌توان تصور کرد که او هسته اتمی رادرفورد را کشف کرده و سپس نظریه بور را در مورد اتم هیدروژن توسعه دهد.
بسیاری از چیزها نام فرمی را یدک می‌کشند. اینها شامل آزمایشگاه شتاب‌دهنده ذرات Fermilab و فیزیک در باتاویا، ایلینوی است که به افتخار وی در سال ۱۹۷۴ تغییر نام داد و تلسکوپ فضایی اشعه گاما Fermi که در سال ۲۰۰۸ به نام وی نامگذاری شد، به خاطر کار او در مورد اشعه کیهانی. سه تأسیسات رآکتور هسته ای به نام وی نامگذاری شده‌اند: نیروگاه‌های هسته ای فرمی ۱ و فرمی ۲ در نیوپورت، میشیگان، نیروگاه هسته ای انریکو فرمی در ترینو ورکلز در ایتالیا، و رآکتور تحقیقاتی انریکو فرمی RA-1 در آرژانتین. به افتخار کمک‌های فرمی به جامعه علمی، یک عنصر مصنوعی جدا شده از بقایای آزمایش هسته ای Ivy Mike در سال ۱۹۵۲، فرمیوم نامگذاری شد.  این امر او را به یکی از ۱۶ دانشمندی تبدیل می‌کند که عناصری به نام خود دارند.